# 谢铮铭
谢铮铭（1914年—2007年），原名谢广魁，男，湖南新邵人，中国动物解剖学家，曾任甘肃农业大学教授、博士生导师。